# Beauty and the Beat
Beauty and the Beat är det första albumet av den amerikanska musikgruppen The Go-Go's. Albumet lanserades 1981 på skivbolaget I.R.S. Records. Det innehåller två av gruppens stora hitsinglar, "We Got the Beat" och "Our Lips Are Sealed" och skivan nådde sedermera förstaplatsen på amerikanska albumlistan.
Skivan blev framröstad som nummer 10 i Pazz & Jop-listan för 1981. Albumet finns även med i magasinet Rolling Stones lista The 500 Greatest Albums of All Time, samt i boken 1001 album du måste höra innan du dör.

## Låtlista
(kompositör inom parentes)
1. "Our Lips Are Sealed" (Jane Wiedlin, Terry Hall) - 2:45
2. "How Much More" (Charlotte Caffey, Wiedlin) - 3:06
3. "Tonite" (Caffey, Wiedlin, Peter Case) - 3:35
4. "Lust to Love" (Caffey, Wiedlin) - 4:04
5. "This Town" (Caffey, Wiedlin) - 3:20
6. "We Got the Beat" (Caffey) - 2:36
7. "Fading Fast" (Caffey) - 3:41
8. "Automatic" (Wiedlin) - 3:07
9. "You Can't Walk in Your Sleep (If You Can't Sleep)" (Caffey, Wiedlin) - 2:54
10. "Skidmarks on My Heart" (Caffey, Belinda Carlisle) - 3:06
11. "Can't Stop the World" (Kathy Valentine) - 3:20

## Listplaceringar
- Billboard 200, USA: #1
- RPM, Kanada: #2[3]
- Topplistan, Sverige: #20[4]